# Anita Miller
Pour les articles homonymes, voir Miller.
Anita Corl Miller, née le 14 mai 1951 à Bryn Mawr, est une joueuse de hockey sur gazon américaine.

## Carrière
Anita Miller fait partie de l'équipe des États-Unis de hockey sur gazon féminin médaillée de bronze aux Jeux olympiques de 1984 à Los Angeles.